# Francisco Rabal
Francisco Rabal Valera, més conegut com a Paco Rabal (8 de març de 1926, Águilas – 29 d'agost de 2001, Bordeus) fou un actor, guionista i director espanyol.

## Biografia
Francisco Rabal nasqué a Cuesta de Gos, prop d'Águilas (Múrcia). Els seus pares eren Benito Rabal i Teresa Valera. El 1936, en iniciar-se la Guerra Civil espanyola, la seva família es va traslladar a Madrid, on va treballar en feines modestes per ajudar a la manutenció de la llar. Al mateix temps cursà estudis nocturns al col·legi Nuestra Señora del Recuerdo. Va conèixer Dámaso Alonso, que li va facilitar llibres de poesia i alimentà el seu desig d'iniciar una carrera artística. El seu germà Damián es convertí, al seu costat, en representant d'actors.

## Inicis
El seu treball com a ajudant d'electricista en els Estudios Chamartín el va posar en contacte amb el cinema, i va aparèixer com a extra en algunes pel·lícules: La rueda de la vida (1942), El crimen de Pepe Conde (1946) o La Lola se va a los puertos (1947). Pronuncià les seves primeres frases a les ordres de Rafael Gil a Reina santa. Adquirí protagonisme a Sor intrépida, La guerra de Dios, El beso de Judas o Murió hace quince años, dirigides també per Rafael Gil.

## Teatre
S'havia incorporat a la companyia teatral d'Isabel Garcés, participant en el muntatge de Diario íntimo de la tía Angélica (1946), de José María Pemán. Gradualment va obtenint papers més importants. El 1952 aconseguí un gran èxit amb l'obra La muerte de un viajante, d'Arthur Miller.
A poc a poc la seva carrera teatral es va anar substituint per la cinematogràfica. Cal remarcar, però, que va intervenir en diverses ocasions en el Festival de Teatro Romano de Mérida: el 1954 amb Edipo rey, el 1955 amb Julio César, el 1956 amb Tiestes i el 1960, de nou amb Edipo, sempre sota la direcció de José Tamayo. A més, va aconseguir importants èxits, entre els quals cal destacar la seva interpretació d'Enric III d'Anglaterra a Becket (1962), de Jean Anouilh.
El 1947 va conèixer l'actriu de teatre Asunción Balaguer, amb la qual es casà i tingué dos fills: Benito i Teresa Rabal, que també s'han dedicat al cinema i l'espectacle.

## Èxit internacional

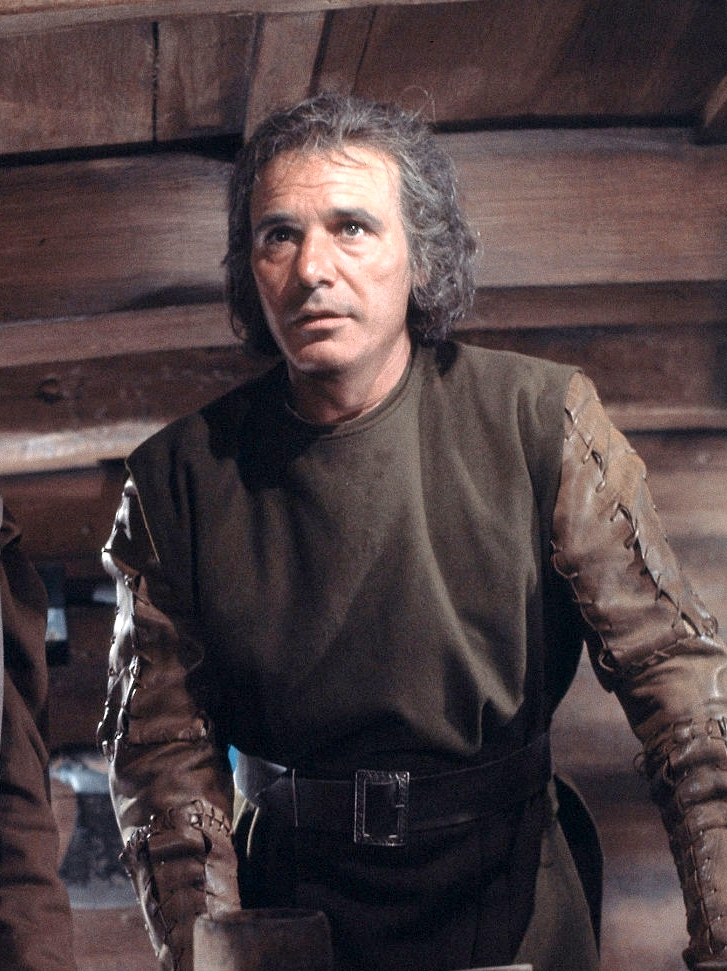
Francisco Rabal com Cristobal Colón durant el rodatge de la minisèrie homònima hispano-italiana del 1968.

Va rebre els seus primers premis el 1953, per La guerra de Dios (Lleó de Bronze al Festival de Venècia i el Premi d'interpretació del Círculo de Escritores Cinematográficos) i el Premi d'interpretació al Festival de Sant Sebastià per Hay un camino a la derecha.
El 1958 va rodar a Mèxic Nazarín, de Luis Buñuel. Amb Buñuel va viure una autèntica amistat, com ho demostren aquestes declaracions seves: “Llegeixo cada dia les seves memòries com si fossin una bíblia. Va ser un gran creador. Pel seu físic semblava un home dur, però era la persona més tendra que he conegut. Era fidel a l'amistat, als seus amics, era molt puntual i amb un gran sentit de l'humor. Infantil i molt sever amb els seus fills, semblava fet a l'antiga. Des del primer dia que ens vam conèixer vam ser molt bons amics i ens vam dir oncle i nebot fins a la seva mort." Va actuar també en els seus films Viridiana (1961) i Belle de jour (1966) i va aconseguir així fama internacional.
Va tenir una trajectòria prolífica en el cinema europeu, especialment a França i Itàlia. Va treballar amb directors com Michelangelo Antonioni, en la pel·lícula L'eclissi (L'eclipsi), Claude Chabrol, en Marie-Chantal contre docteur Kha (Maria Chantal contra el Dr. Kha) o Luchino Visconti, en Le streghe (Les bruixes). El 1968 va encarnar el guerriller Che Guevara en el film homònim de Paolo Heusch. A Espanya, entre moltes pel·lícules va interpretar Camino del Rocío, Tormento i Les llargues vacances del 36.
Protagonitzà, juntament amb Núria Espert, dues pel·lícules que s'estrenaren també en versió catalana: Maria Rosa (1964), basada en el drama homònim d'Àngel Guimerà, i sota la direcció d'Armand Moreno, i Laia (1970) basada en la novel·la del mateix nom de Salvador Espriu i dirigida per Vicent Lluch.
El 1974 va abandonar Madrid precipitadament per organitzar l'oposició a la instal·lació d'una central nuclear a la Marina de Cope (Múrcia), juntament amb Mario Gaviria. Finalment aconseguí que el projecte fos retirat.
El 1977 rep un homenatge al Festival Internacional de Cinema de Sant Sebastià amb una exposició dirigida per Javier Espada, director del Centro Buñuel de Calanda.

## Azarías,Juncal,Goya
Els seus antics papers de galant dur i enèrgic van donar pas a personatges carismàtics, que van quedar en la memòria col·lectiva i li van reportar un èxit i una popularitat notables. En la seva maduresa va treballar a La colmena, de Mario Camus, amb Miguel Hermoso a Truhanes i feu el paper d'Azarias a Los santos inocentes, adaptació de Camus de l'obra literària de Miguel Delibes, que li va valer el premi d'interpretació del Festival de Canes el 1984, compartit amb Alfredo Landa.
Amb José Luis García Sánchez va rodar Divinas palabras el 1987 i amb Pedro Almodóvar ¡Átame! el 1989.
Per televisió representà el paper de Mateo Alemán a Cervantes (1981), el de Francisco de Goya a Los desastres de la guerra (1983), el de San Pedro de Alcántara a la minisèrie Teresa de Jesús (1985) i el del torero retirat Juncal en la reeixida sèrie dirigida per Jaime de Armiñán (1988).
El 12 novembre de 1993 va rebre la medalla d'or de l'Academia de Cine española i el 1999 obtingué el Premi Goya al millor actor pel seu paper a Goya en Burdeos, de Carlos Saura.
El 1995 va ser investit Doctor Honoris causa per la Universitat de Múrcia.
El 1996 va posar veu al drac Draco en la pel·lícula Dragonheart. Aquest mateix any va ser nomenat tastador oficial de vi de Bullas (Múrcia). Un passeig del mateix poble porta el nom de Paseo Paco Rabal. Aquesta distinció va agradar a l'actor, i, des de llavors, a la sèrie Truhanes sempre deia "¡Viva Bullas!!", i lloava les excel·lències del seu vi.
Al llarg de tota la seva vida va mantenir un marcat compromís polític, militant en el Partit Comunista d'Espanya.
El 1994 l'editorial Aguilar va publicar un llibre de memòries titulat Si yo te contara. El volum Aquella España dulce y amarga (1999) contrastava els records de Paco Rabal i Carmen Sevilla en una edició a cura de Maria Antonia Iglesias. El 2004 es va editar el llibre Paco Rabal: Aquí, un amigo, escrit per Juan Ignacio García Garzón, amb pròleg de Jaime de Armiñán i epíleg del seu fill Benito Rabal.

## Defunció
Va morir inesperadament el 29 d'agost de 2001, quan tornava a Espanya en avió des de Mont-real, a causa d'una insuficiència respiratòria que li va produir l'emfisema pulmonar que patia.
Unes setmanes més tard rebé l'honorífic Premio Donostia al Festival de Cinema de Sant Sebastià. Va ser el seu net, Liberto Rabal, també actor, qui el va recollir en nom seu, rendint-li tribut en un emotiu homenatge que va reunir a l'escenari del Kursaal el seu amic Carlos Saura i les seves companyes de repartiment Carmen Sevilla, Julia Martínez, Terele Pávez, Ana Belén, Emma Suárez i María Barranco.
Va ser incinerat i enterrat sota un ametller al seu poble natal. Posteriorment, la seva dona va decidir juntament amb els seus fills, traslladar l'urna funerària al cementiri d'Águilas.

## Filmografia
| - La Prodiga (1946) - Luna de sangre (1950) - María morena (1951) - Sor intrépida (1952) - Hay un camino a la derecha (1953) - La guerra de Dios (1953) - La pícara molinera (1954) - Historias de la radio (1955) - El canto del gallo (1955) - La gran mentira (1956) - Amanecer en puerta oscura (1957) - Nazarín (1958) - Los clarines del miedo (1958) - El hombre de la isla (1959) - Trío de damas (1960) - Viridiana (1961) - La mano en la trampa (1962) - L'eclisse (1962) - Fra Diavolo (1962) - El comte Sandorf (1963) - El diablo también llora (1963) - Llanto por un bandido (1963) - María Rosa (1964) - Marie-Chantal contre le docteur Kha (1965) - Currito de la Cruz (1965) - Belle de jour (1966) - Las brujas (1966) - Camino del Rocío (1966) - Belle de jour (1967) - Cervantes (1968) - El largo día del águila) (1969) - Sangre en el ruedo (1969) - Goya (historia de una soledad) (1970) - Laia (1970) - Nada menos que todo un hombre (1971) - La Leyenda del Alcalde de Zalamea (1972) - La guerrilla (1972) - L'altra imatge d'Antoni Ribas (1973) - Tormento (1974) - El buscón (1974) - Les llargues vacances del 36 (1976) - Emilia... parada y fonda (1976) - Corleone (1977) - El desert dels tàrtars (1976) | - Carga maldita (1977) - Yo soy mia (1977) - Així com ets (1978) - El gran secreto (1980) - Sal Gorda (1982) - La colmena (1982) - Epílogo (1983) - Escapada Final (1983) - Truhanes (1983) - Padre nuestro (1984) - Luces de Bohemia (1984) - Los santos inocentes (1984) - Marbella, un golpe de cinco estrellas (1985) - La hora bruja (1985) - Los paraísos perdidos (1985) - Camorra: Contacto en Nápoles (1986) - El disputado voto del señor Cayo (1986) - El hermano bastardo de Dios (1986) - Tiempo de silencio (1986) - Divinas palabras (1987) - Barroco (1988) - Gallego (1988) - La Blanca Paloma (1989) - ¡Átame! (1989) - L'aire d'un crim (1989) - La taberna fantástica (1990) - El hombre que perdió su sombra (1991) - La Lola se va a los puertos (1993) - El palomo cojo (1995) - Así en el cielo como en la tierra (1995) - Felicidades, Tovarich (1995) - Edipo alcalde (1996) - Airbag (1997) - Pequeños milagros (1997) - Water Easy Reach (1997) - Pequeños milagros (1997) - Un día bajo el sol (1998) - Goya en Burdeos (1999) - Tú qué harías por amor (1999) - Lázaro de Tormes (2000) - Divertimento (2000) - Dagon (2001) |